# Atletismo nos Jogos Paralímpicos de Verão de 2012 - Arremesso de bastão feminino
As competições de arremesso de bastão feminino do atletismo nos Jogos Paralímpicos de Verão de 2012 foram disputadas no dia 1 de setembro no Estádio Olímpico de Londres, na capital britânica. Houve a realização de apenas um evento nesta modalidade, incluindo atletas das classes F31, F32 e F51 na mesma prova. O arremesso de bastão é uma modalidade própria dos Jogos Paralímpicos, não existindo uma versão olímpica.

## Medalhistas

### Classe F31/32/51
| Ouro   | TUN Maroua Ibrahmi |
| Prata  | ALG Mounia Gasmi   |
| Bronze | GBR Gemma Prescott |

## Resultados
| Pos. | Atleta                | Classe | 1     | 2     | 3     | 4     | 5     | 6     | Marca | Pontos | Notas           |
| ---- | --------------------- | ------ | ----- | ----- | ----- | ----- | ----- | ----- | ----- | ------ | --------------- |
| 1 !  | TUN Maroua Ibrahmi    | F32    | 19,46 | 23,43 | 17,79 | 19,92 | 22,93 | 20,80 | 23,43 | 1064   | Recorde mundial |
| 2 !  | ALG Mounia Gasmi      | F32    | 19,99 | 20,48 | 22,16 | 20,34 | 22,51 | 21,56 | 22,51 | 1052   | Recorde pessoal |
| 3 !  | GBR Gemma Prescott    | F32    | 17,58 | 18,97 | 20,50 | 18,32 | 19,41 | 20,17 | 20,50 | 1015   | Recorde europeu |
| 4    | IRL Catherine O'Neill | F51    | 13,46 | x     | 13,64 | 11,52 | 12,65 | 13,05 | 13,64 | 931    |                 |
| 5    | GBR Josie Pearson     | F51    | 12,65 | 12,79 | x     | x     | 11,76 | 13,42 | 13,42 | 919    | Recorde pessoal |
| 6    | GRE Maria Stamatoula  | F32    | 15,74 | 16,68 | 15,64 | 7,14  | 14,72 | 15,26 | 16,68 | 891    |                 |
| 7    | TUN Saida Nayli       | F32    | x     | 16,43 | 15,49 | 14,50 | x     | 13,91 | 16,43 | 879    |                 |
| 8    | AUS Louise Ellery     | F32    | 14,46 | 15,24 | x     | x     | 14,73 | x     | 15,24 | 818    |                 |
| 9    | KOR Kim Sunjeong      | F31    | x     | x     | 10,98 | -     | -     | -     | 10,98 | 800    | Recorde mundial |
| 10   | UAE Sakina Albalooshi | F32    | 14,66 | 14,45 | 14,12 | -     | -     | -     | 14,66 | 783    |                 |
| 11   | USA Zena Cole         | F51    | 9,55  | 10,33 | 11,02 | -     | -     | -     | 11,02 | 751    |                 |
| 12   | GBR Maxine Moore      | F32    | 12,07 | 11,71 | 13,53 | -     | -     | -     | 13,53 | 708    |                 |
| 13   | TUN Dhouha Chelhi     | F51    | 8,21  | x     | 8,29  | -     | -     | -     | 8,29  | 468    |                 |

Legenda
| Recorde mundial      | Recorde mundial (World record)               |                       | Recorde africano                      | Recorde africano (African) |                                           | Q | Classificado por posição (Qualified) |
| Recorde paralímpico  | Recorde paralímpico (Paralympic record)      | Recorde da América    | Recorde da América (Americas)         | q                          | Classificado por melhor tempo (Qualified) |   |                                      |
| Melhor marca do ano  | Melhor marca do ano (World leading)          | Recorde asiático      | Recorde asiático (Asian)              | DNS                        | Não largou (Did not start)                |   |                                      |
| Recorde nacional     | Recorde nacional (National record)           | Recorde europeu       | Recorde europeu (European)            | DNF                        | Não terminou (Did not finish)             |   |                                      |
| Recorde pessoal      | Recorde pessoal do atleta (Personal best)    | Recorde da Oceania    | Recorde da Oceania (Oceania)          | DSQ / DQ                   | Desclassificado (Disqualified)            |   |                                      |
| Recorde da temporada | Recorde da temporada do atleta (Season best) | Recorde sul-americano | Recorde sul-americano (South America) | NM                         | Sem marca (No mark)                       |   |                                      |